# Barytarbes antennatus
Barytarbes antennatus là một loài tò vò trong họ Ichneumonidae.